# Corry Brokken

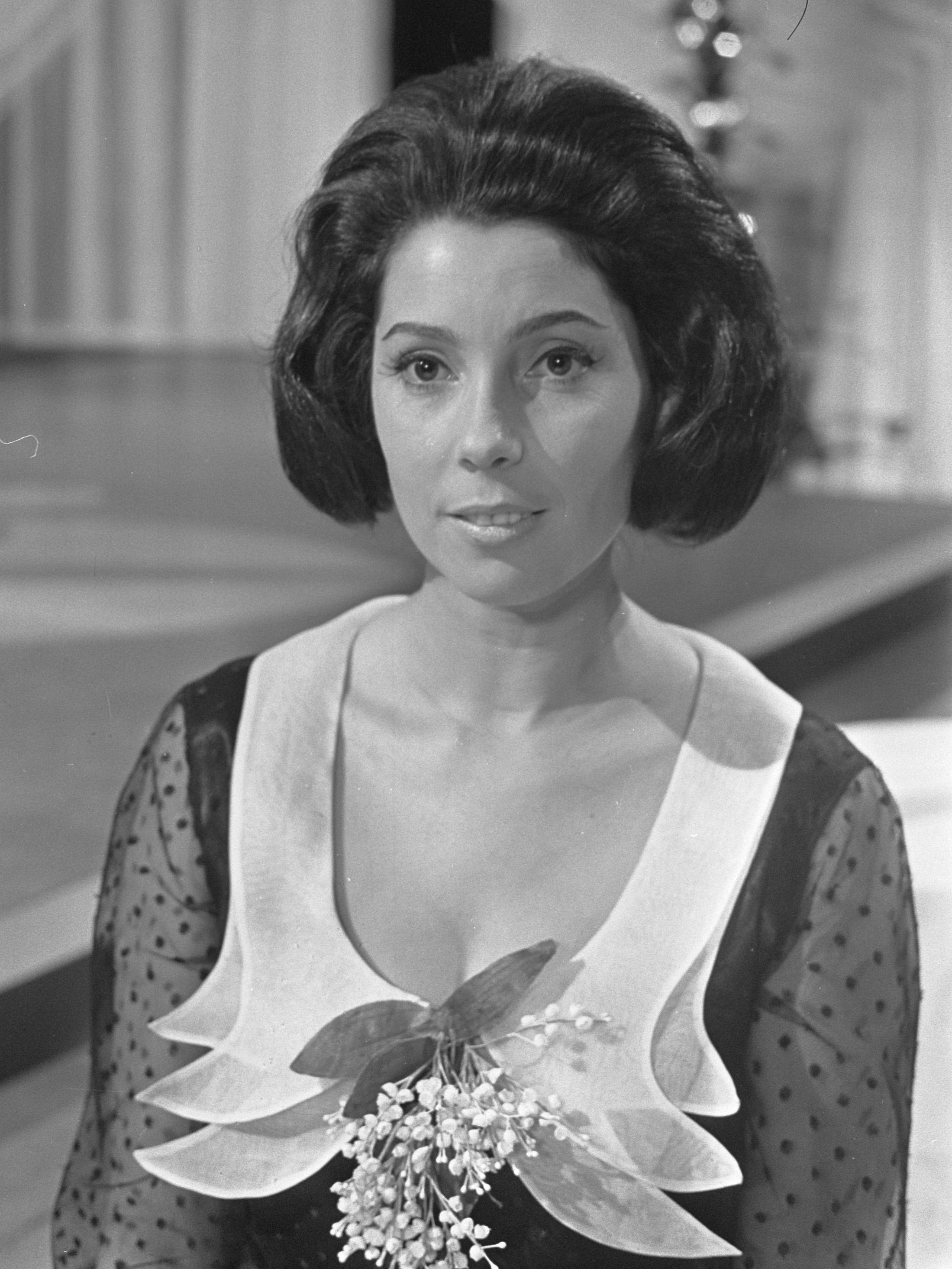
Corry Brokken (1964)

Cornelia Maria „Corry“ Brokken (* 3. Dezember 1932 in Breda, Provinz Noord-Brabant; † 31. Mai 2016 in Laren, Provinz Noord-Holland) war eine niederländische Chanson- und Schlagersängerin sowie Radio- und Fernsehmoderatorin. Die in den 1950er und 1960er Jahren auch in der Bundesrepublik Deutschland aktive Künstlerin arbeitete seit den 1980er Jahren als Richterin.

## Leben
Corry Brokken wuchs im Süden der Niederlande in der Provinz Noord-Brabant auf. Nach der Schule lernte sie zunächst Zahnarzthelferin, um die angestrebte Gesangsausbildung finanzieren zu können. 1952 trat sie erstmals in einer Radiosendung auf. Es folgten Engagements in Kabaretts in Eindhoven und Amsterdam. Danach tingelte sie mit dem „John Kristel Orkest“ durch die Niederlande. 1954 erhielt sie ihren ersten Schallplattenvertrag bei der kleinen belgischen Plattenfirma Ronnex Records, wo sie bis 1957 Lieder auf Niederländisch, Deutsch und Englisch aufnahm. 1956 entstanden in Amsterdam Probeaufnahmen für das deutsche Plattenlabel Polydor, das die Stücke aus rechtlichen Gründen jedoch nicht veröffentlichte.
Am 24. Mai 1956 trat Brokken in Lugano beim Gran Premio Eurovisione della Canzone Europea, dem ersten Eurovision Song Contest, auf. Sie vertrat ihr Heimatland mit dem Stück Voorgoed voorbij („Für immer vorbei“). Das Lied wurde zwar nicht Sieger, aber dennoch ein großer Erfolg, so dass sie im Folgejahr erneut zu diesem Wettbewerb, diesmal in Frankfurt am Main, geschickt wurde. Mit dem Chanson Net als toen gewann Brokken überraschend den ersten Platz. In Hilversum wurde wenig später unter dem Titel Damals war alles so schön (Text: Kurt Feltz) eine deutsche Version des Liedes aufgenommen, die bereits bei der großen Plattenfirma Philips erschien. Im selben Jahr wurden außerdem eine deutsche und eine englische EP mit jeweils vier Aufnahmen veröffentlicht, darunter Kompositionen von Michael Jary.

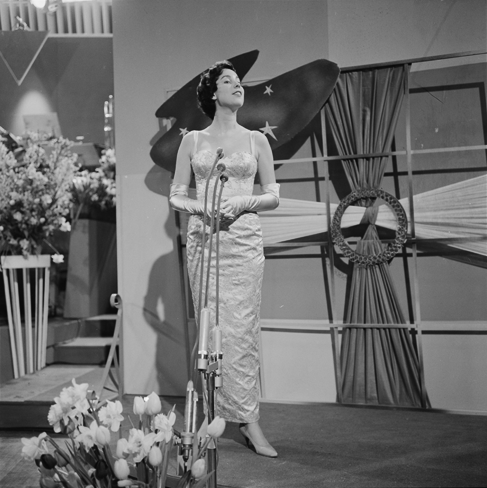
Corry Brokken als Teilnehmerin beim Eurovision Song Contest 1958

Die Teilnahme am Eurovision Song Contest 1958 brachte der Künstlerin mit Heel de wereld („Die ganze Welt“) nur den geteilten letzten Platz. Sie ist seitdem die einzige Interpretin, die einen ersten und einen letzten Platz beim ESC erreichte. Ihre englischsprachige Langspielplatte Corry’s Bed-Time-Story wurde zunächst nicht veröffentlicht. Mit dem Chanson Les Gitans, das sie anlässlich einer Benefizveranstaltung im Fernsehen sang, eroberte sie jedoch wenig später das Publikum zurück.
1960 sang sie die niederländische und die deutsche Version des Nummer-eins-Hits Milord von Édith Piaf. Mit dem doppeldeutig von Prostitution handelnden Lied („[…] Was heute Nacht geschah, ist schon so lange her […]“, deutscher Text von Ernst Bader) erzielte Brokken in beiden Ländern einen großen Erfolg. In ihrer Heimat erhielt sie dafür eine Goldene Schallplatte. Es folgten zahlreiche Auftritte im in- und ausländischen Fernsehen. In Deutschland veröffentlichte sie einige Singles und EPs mit Coverversionen von Chansons sowie französisch klingenden Schlagern. 1962 gelang ihr in den Niederlanden mit dem Titel Mijn ideaal („Mein Ideal“), der niederländischen Version von Charles Aznavours Tu t’laisses aller („Du lässt dich gehen“), ein weiterer Hit. Auf Deutsch wurde der Titel von Friedel Hensch, Caterina Valente (Mein Ideal) und Charles Aznavour (Du lässt dich geh’n) gesungen.
Wiederum auf Deutsch und Niederländisch erschienen Corry Brokkens Versionen von Aznavours Chansons La mamma. 1964/1965 erreichte sie damit in beiden Ländern gute Notierungen in den Hitparaden. 1965 erschien eine deutschsprachige LP mit Kompositionen von Burt Bacharach, Gilbert Bécaud, Hans Blum, Guy Mardel und anderen. 1966 kam neben weiteren Singles das Album Schlager von gestern auf den Markt. Die Kompilation enthielt Aufnahmen von Heidi Brühl, Bully Buhlan, René Kollo, Maria Marky, die Rosy-Singers und Gerhard Wendland. Corry Brokken war darauf mit Liedern von Zarah Leander, Caterina Valente, Dalida und Lale Andersen vertreten. Im selben Jahr sollte sie Deutschland beim Eurovision Song Contest vertreten. Brokken lehnte es jedoch ab, für ihr Nachbarland am Wettbewerb teilzunehmen. 1967 wechselte sie zum deutschen Plattenlabel Polydor.
Im selben Jahr übernahm sie beim WDR die Moderation ihrer eigenen Samstagabendshow Varietézauber. Bis 1970 entstanden 19 Folgen der Sendung, in der namhafte Künstler wie Salvatore Adamo oder Hildegard Knef auftraten. 1968 erschien wiederum eine LP, die unter anderem Aufnahmen von Corry Brokken mit Wolfgang Kieling, Ingeborg Hallstein und Peter Rubin enthielt. Die Schallplatte war den Komponisten Theo Mackeben und Werner Richard Heymann gewidmet. 1969 erschien ihre letzte deutsche Single mit dem Lied Die letzten sieben Tage, dessen Text die Umweltverschmutzung anprangerte. 1969 veröffentlichte die niederländische Zeitung Het Parool ein Interview, in dem sich Brokken negativ über ihre Arbeit in Deutschland äußerte. Nachdem eine Kölner Boulevardzeitung darüber berichtet hatte, kam es zu einem Eklat. Ende 1970 wurde die letzte Ausgabe ihrer ARD-Show ausgestrahlt.
In ihrer Heimat nahm sie noch bis 1973 Schallplatten auf. In jenem Jahr erschien ihr vorerst letztes Studio-Album Corry Zingt Toon, das den Liedern Toon Hermans’ gewidmet ist. Bis Mitte der 1970er Jahre war sie noch in Fernsehshows zu sehen. Einer ihrer vorerst letzten Fernsehauftritte war die Moderation des Eurovision Song Contest 1976 in Den Haag. Danach beendete die Sängerin ihre Showkarriere, studierte Rechtswissenschaften und schloss 1981 mit dem Examen ab. Fortan war sie erfolgreich als Juristin unter anderem in Den Bosch tätig.
Ab Mitte der 1990er Jahre trat Corry Brokken gelegentlich wieder als Sängerin auf. Dabei trug sie bei diversen Shows und Galaveranstaltungen meist ihre alten Titel vor. 1996 erschien in ihrer Heimat das Album Nooit gedacht („Niemals gedacht“) mit neuen Liedern. Ein Jahr später übermittelte sie bei der Übertragung des Eurovision Song Contest 1997 die Ergebnisse der niederländischen Jury. In Deutschland veröffentlichte Bear Family Records drei CDs mit einem Großteil ihrer deutschsprachigen Aufnahmen. Im Jahr 2000 erschienen ihre Memoiren Wat mij betreft („Was mich betrifft“), die in den Niederlanden ein großer Erfolg waren. 2006 erschien eine DVD mit den Höhepunkten ihrer niederländischen Fernsehsendung Een avondje uit met Corry Brokken („Einen Abend aus mit Corry Brokken“). 2009 erschien ihr zweites autobiografisches Buch unter dem Titel Toegift („Zugabe“).
Corry Brokken war ab 11. September 1956 kurze Zeit mit dem Schlagzeuger Cees See und von 1968 bis 1976 mit dem Theaterproduzenten René Sleeswijk verheiratet. Sie hinterließ eine Tochter.

## Diskografie (Auswahl)

### LPs (Deutschland)
- Corry Brokken-Miss Wonderful (1965; Philips)
- Schlager von gestern (1966; Philips)
- Bei dir war es immer so schön (1968; Polydor)

### CDs (Deutschland)
- Milord (1996; Bear Family Records)
- La Mamma (1996; Bear Family Records)
- Nana – Die Ronnex Aufnahmen (1997; Bear Family Records)

### EPs (Deutschland)
- Ganz leis’ erklingt Musik / Sing, Nachtigall, sing / Unter den tausend Laternen / Nun weiß ich den Weg zu deinem Herzen (1957; Philips)
- Maurice, der alte Charmeur / Du bist durchschaut / Wie der Traum meiner schlaflosen Nächte / Er macht Musik am Montparnasse (1961; Philips)

### Singles (Deutschland)
- Nana (Aus zufälliger Liebe geboren) / Rio de Janeiro (Eine Mitt-Sommernacht an der Bai von Brasil) (1955; Ronnex 10 063)
- Nana (Ja, es hat eine Nana gegeben) / Rio de Janeiro (Dieser strahlende Traum) (1956; Odeon)
- Mein guter Stern / Ein Tag mit dir (1956; Ronnex)
- Damals war alles so schön / Seit wir uns seh’n (1957; Philips)
- Milord / Moro (1960; Philips)
- Er sah aus wie ein Lord / Bonjour Paris (1961; Philips)
- Du bist durchschaut / Er macht Musik am Montparnasse (1961; Philips)
- Es war im Frühling, Cherie / Wenn ich nur wüsst (1962; Philips)
- Glück und Glas / Flohmarkt-Melodie (1963; Philips)
- La mamma / Gib mir deine Hand (1964; Philips)
- So ist die Liebe, mon ami / Venedig in Grau (1965; Philips)
- Alle meine Träume / Kind Nummer zehn (1966; Philips)
- Nimm meine Hand / Spiel, Zigeuner (1966; Philips)
- Und sie trug eine Rose im Haar / Von deinen Träumen kannst du nicht leben (1967; Polydor)
- Fremde Straßen / Mylady (1968; Polydor)
- Heiß ist der Kaffee / Ich bin glücklich, obwohl ich weine (1968; Polydor)
- Meine Liebesmelodie / Die letzten sieben Tage (1969; Columbia)